# 西双版纳国家级自然保护区
西双版纳国家级自然保护区位於中國雲南省西雙版納傣族自治州景洪市、勐腊县和勐海县境内，分勐养、勐仑、尚勇、勐腊和曼稿5个片区，位于北纬21°10′－22°24′，东经100°16′－101°50′之间，总面积242,510公顷，占全州国土面积的12.68%。保护区始建于1958年，最初总面积为5.72公顷，其后范围有过调整。1986年经国务院批准为国家级自然保护区，1993年纳入联合国教科文组织世界生物圈保护区网络。
區內氣候溫暖潮濕，動植物豐富，因此有「動植物王國」之稱，内有高等植物達4000-5000種，佔全國1/7。此外有許多珍稀動物如白象、野牛、長臂猿、孟加拉虎、犀鳥、孔雀等。